# Конте Россо (турбоход)
Турбоход «Конте Россо» (итал. Conte Rosso) — итальянский лайнер, построенный в 1922 году на заводе W. Beardmore & Co. для линии Генуя — Нью-Йорк.
Потоплен 24 мая 1941 года британской подводной лодкой «Апхолдер».

## История постройки
Головной корабль серии из двух судов, ставший первым трансатлантическим лайнером, построенным после Первой мировой войны и крупнейшим на тот момент итальянским лайнером.
Заложен на верфи компании W. Beardmore & Co. Ltd для компании Lloyd Sabaudo Societa Anonima per Azioni. Получил название в честь одного из графов савойских — Амадея VII — «Конте Россо» («красный граф»).
Спущен на воду 10 февраля 1921 года (первая попытка 26 января была неудачной). 29 марта 1922 года начал первый рейс Генуя — Неаполь — Монтевидео — Буэнос-Айрес. Далее, с 19 июля 1922 года по 1928 год ходил на линии Генуя — Нью-Йорк (через Неаполь).
С апреля 1928 года «Конте Россо» был переведен на южноамериканскую линию и оставался там до 1932 года, когда в результате Великой депрессии произошло объединение фирм Lloyd Sabaudo и Navigazione Generale Italiana в компанию 'Italia' Flotta Riunte. 
Через год лайнер перешёл под управление Ллойда Триестино и начал обслуживать линию Триест — Шанхай (с остановками в Венеции, Бриндизи, Суэце, Бомбее и Сингапуре).
В 1935 году во время войны с Эфиопией, судно было временно реквизировано правительством для транспортировки войск и поселенцев в Итальянскую Восточную Африку. В следующем году оно было возвращено Lloyd Triestino, и прошло капитальный ремонт на верфи Stabilimento Tecnico Triestino; мощность нового двигателя конструкции Франко Тоси из Леньяно, достигавшая 25 000 л. с. позволила увеличить скорость до 20 узлов.

## В годы войны
После начала Второй мировой войны 3 декабря 1940 года вновь реквизировано в Генуе и использовалось в составе итальянского флота для перевозки войск в Ливию. До 24 мая 1941 года успело перевезти несколько тысяч человек (например, 8 февраля 1941 года подразделения дивизии «Ариете»).

### Потопление
24 мая 1941 года в 4:40 «Конте Россо» вышел из Неаполя в Триполи, в составе конвоя из трёх других пассажирских судов, перевозивших войска: два парохода («Марко Поло» и «Эспериа») и теплоход «Викториа». Конвой охраняли эсминцы «Проционе», «Пегасо» и «Орса», а также «Фреччиа». На маршруте их прикрывали тяжелые крейсера «Триесте» и Больцано вместе с эсминцами «Аскари», «Кораццьере» и «Ланчиере». Остальные три эсминца — Calliope, Perseo и Calatafimi уже к вечеру прекратили сопровождение и вернулись обратно в порт.

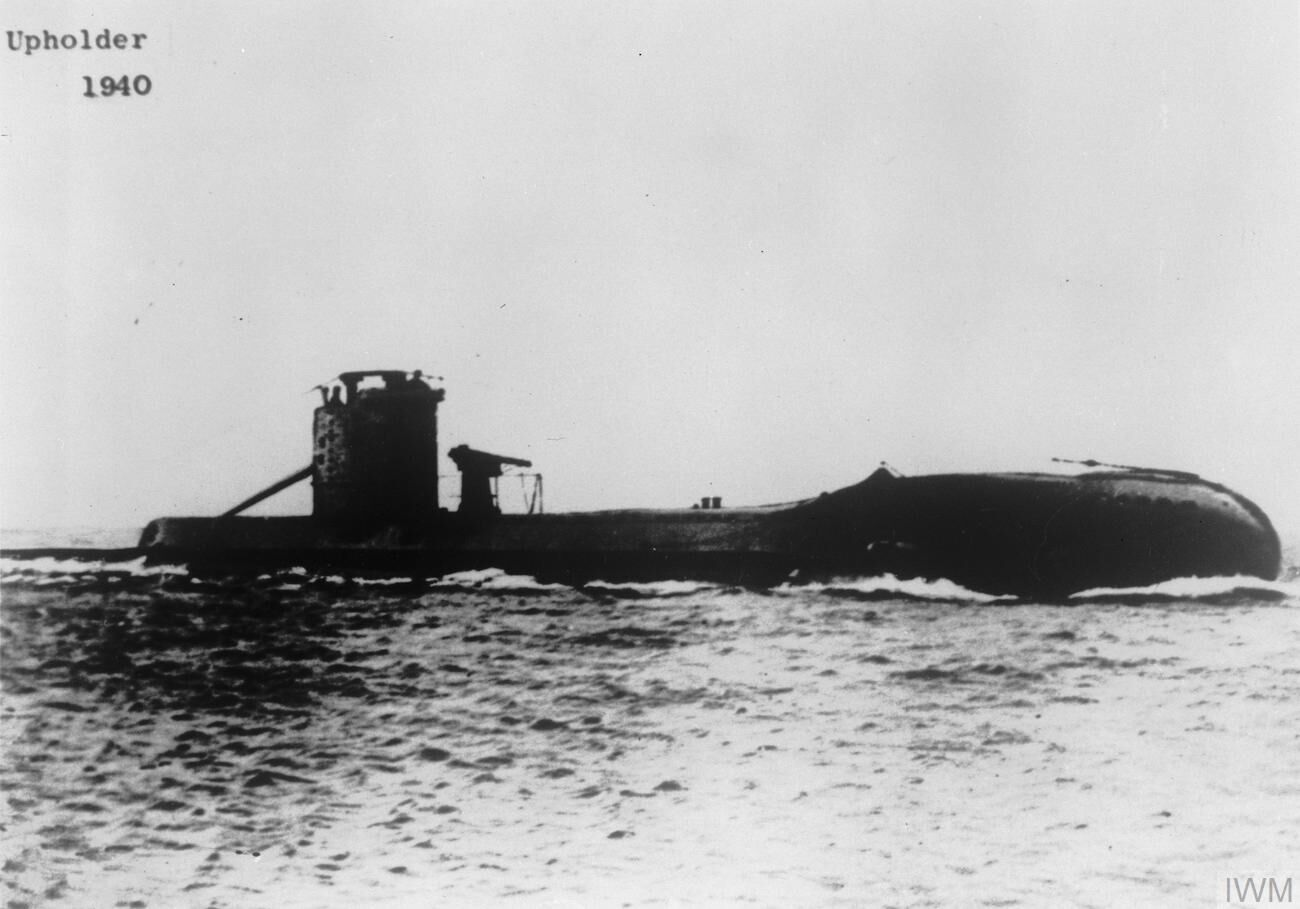

На борту «Конте Россо» находились 280 членов экипажа и 2449 солдат, направлявшихся в Ливию (всего 2729 человек). В 20 часов 40 минут судно было атаковано британской подводной лодкой «Апхолдер» под командованием Дэвида Малкома Уонклина. Две торпеды, пройдя вблизи эсминца «Фреччиа», поразили лайнер, затонувший через десять минут, примерно в 10 милях от мыса Мурро ди Порко (Сицилия, близ Сиракуз).
Несмотря на большое количество кораблей сопровождения, погибло 1297 человек. К спасательным работам в 23:00 было привлечено госпитальное судно «Арно», шедшее с раненными на борту из Бенгази в Неаполь. Благодаря участию этого судна, а также эсминцев «Кораццьере», «Ланчиере», «Проционе» и «Пегасо» число оставшихся в живых дошло до 1432.
Гибель «Conte Rosso» повлекла за собой наибольшее (на момент перемирия между Италией и Союзниками) число жертв.
На сегодняшний день обломки лайнера находятся в районе 36°41′ с. ш. 15°42′ в. д..

## Однотипные корабли
Вторым кораблём серии был построенный в 1923 году лайнер «Конте Верде», названный в честь графа Амадея VI, разрушенный американской авиацией в 1945.

## Интересные факты
- 31 января 1925 некая 19-летняя Антонетта Джильобьянко упала за борт «Конте Россо» и утонула, оставив двухлетнего сына Эрнесто. Ребёнок был передан судовому священнику, чьё обращение в нью-йоркской прессе завершилось возвращением ребёнка отцу, Леонардо Джильобьянко.
- На борту лайнера (шедшего Аравийским морем) 26 ноября 1934 года родился итальянский писатель Гаспаре Барбьеллини Амидеи.